# S-II
S-II — американская ракетная ступень. Использовалась на ракете-носителе Сатурн V как вторая ступень, работала на участке выведения в верхних слоях атмосферы. Производитель — North American Aviation. Горючее — жидкий водород, окислитель — жидкий кислород. Тяга — 5 МН.

## История создания

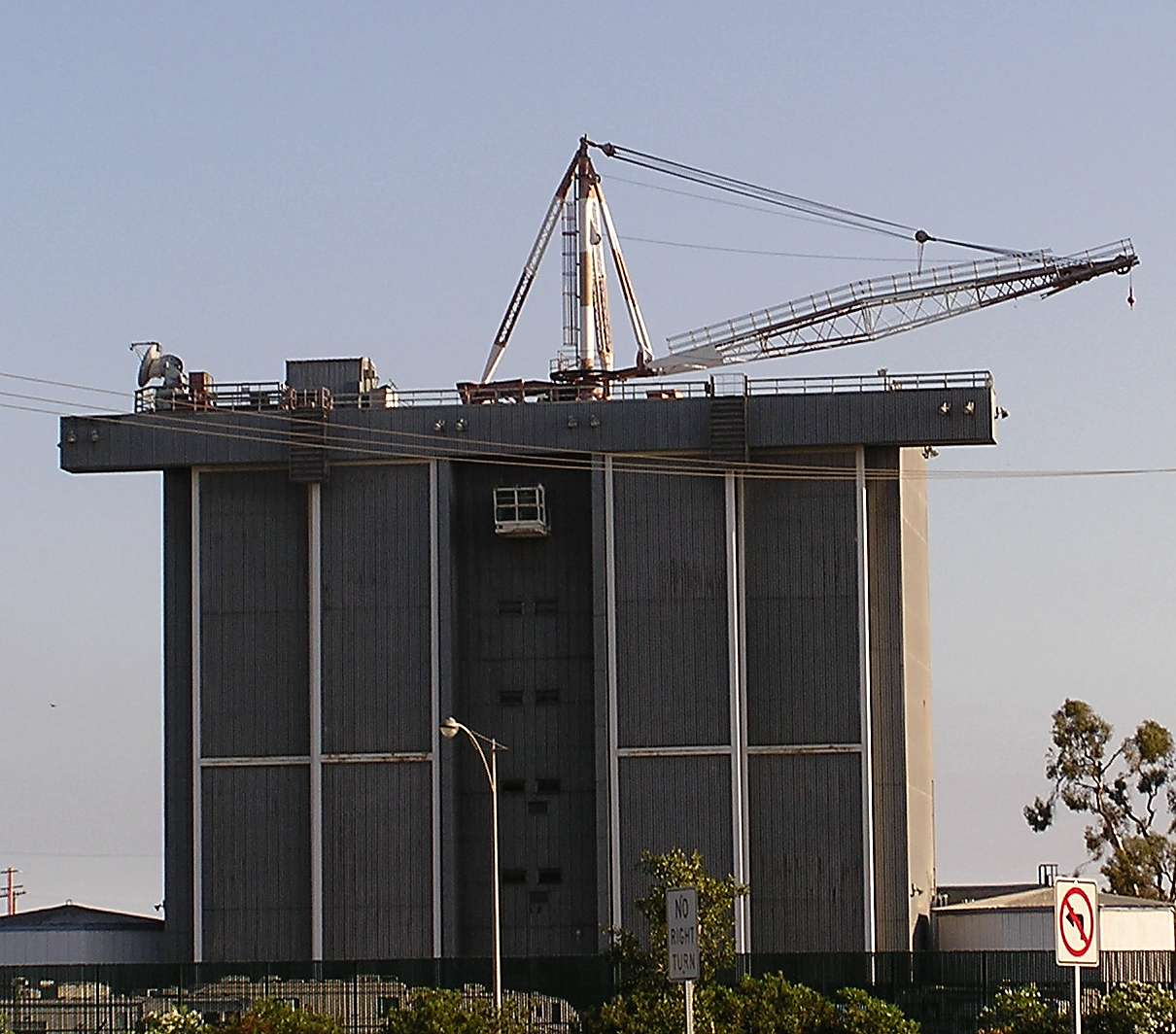
Здание окончательной сборки S-2 в Сил Бич, Калифорния

Разработка S-II началась в декабре 1959 г., когда комитет выработал рекомендации по проектированию и производству двигателя на жидком водороде с высокой тягой. Контракт на этот двигатель, позднее получивший обозначение J-2 получила фирма Рокетдайн. В то же самое время начал принимать форму проект ступени S-II. Первоначально она предполагалась 22,5 м в длину и 6,5 м в диаметре, с четырьмя двигателями J-2.
В 1961 г. Центр космических полётов им. Маршалла приступил к поиску подрядчика на строительство ступени. Из 30 аэрокосмических компаний приглашенных на встречу, где были оглашены первоначальные требования, предложения только семи были через месяц допущены к рассмотрению. После изучения три из них были отвергнуты. Однако, позднее было решено, что первоначальные спецификации всей ракеты были слишком занижены и поэтому необходимо увеличить размеры всех ступеней. Это вызвало сложности у четырёх оставшихся компаний, поскольку НАСА всё ещё не приняло решения относительно различных аспектов ступени, включая размеры и тип верхних ступеней, которые должны были на неё устанавливаться.
В конечном счёте 11 сентября 1961 г. был заключён контракт с фирмой North American Aviation (которая также получила контракт на командный и служебный модуль Аполлон), завод которой был построен правительством в Сил Бич, Калифорния.

## Конструкция

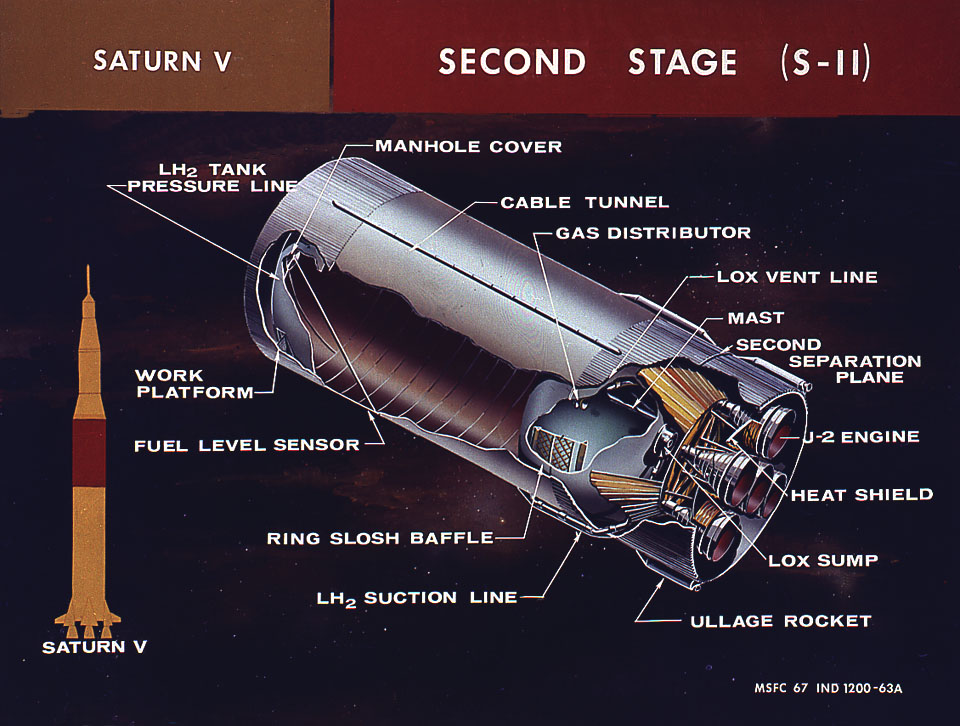
Схема ступени S-II.

Ступень S-II состояла из верхнего переходника, топливных баков, двигательного отсека с пятью ЖРД J-2, нижнего переходника между первой ступенью S-IC и второй ступенью S-II. Топливный отсек включал в себя сферический бак жидкого кислорода объёмом 370 м³ (360 тонн жидкого кислорода) и цилиндрический бак жидкого водорода объёмом 1100 м³ (70 тонн жидкого водорода). При полной заправке S-II весила около 481 т, 7,6 % составлял вес собственно ступени, 92,4 % — вес топлива и окислителя.
В нижней части ступени было установлено пять двигателей J-2: один был неподвижно зафиксирован в центре, остальные четыре устанавливались на внешнем кольце в кардановых подвесах, они могли поворачиваться для управления вектором тяги.
Водородный бак был покрыт теплоизоляцией, чтобы уменьшить потери от испарения жидкого водорода. Благодаря этому вес ступени был уменьшен на 1,4 тонны. Кислородный и водородный баки имели общее днище, состоящее из сэндвичевой структуры — двух алюминиевых оболочек с сотовым заполнителем на основе фенола между ними. В результате была достигнута степень теплоизоляции, обеспечившая разницу температур между двумя баками в 70 °C. Применение общего днища позволило сэкономить 3,6 т веса по сравнению с вариантом с индивидуальными днищами.
Отсек жидкого кислорода представляет собой эллипсоидный контейнер диаметром 10 м и высотой 6,7 м. Он сварен из 12 клиньев и двух круглых деталей на торцах. Каждый из клиньев был получен путём тщательной организованной серии из трёх подводных взрывов внутри бака ёмкостью 211 000 л.
Отсек жидкого водорода состоит из шести цилиндров: пяти высотой 2,4 м и шестого высотой 0,69 м. Наибольшей сложностью была теплоизоляция, поскольку жидкий водород должен храниться при температуре не выше 20 K (−252 °C). Первоначальные решения оказались неудачными: встречались негерметичные фрагменты сварных швов и газовые пузыри. Окончательный вариант предусматривал ручное нанесение теплоизолирующего покрытия спреем с последующим удалением излишков.
Конструкция S-II была вертикальной, чтобы упростить сварку и обеспечить правильность формы больших круглых деталей.
Наддув баков горючего и окислителя производится газифицированным водородом и кислородом соответственно.

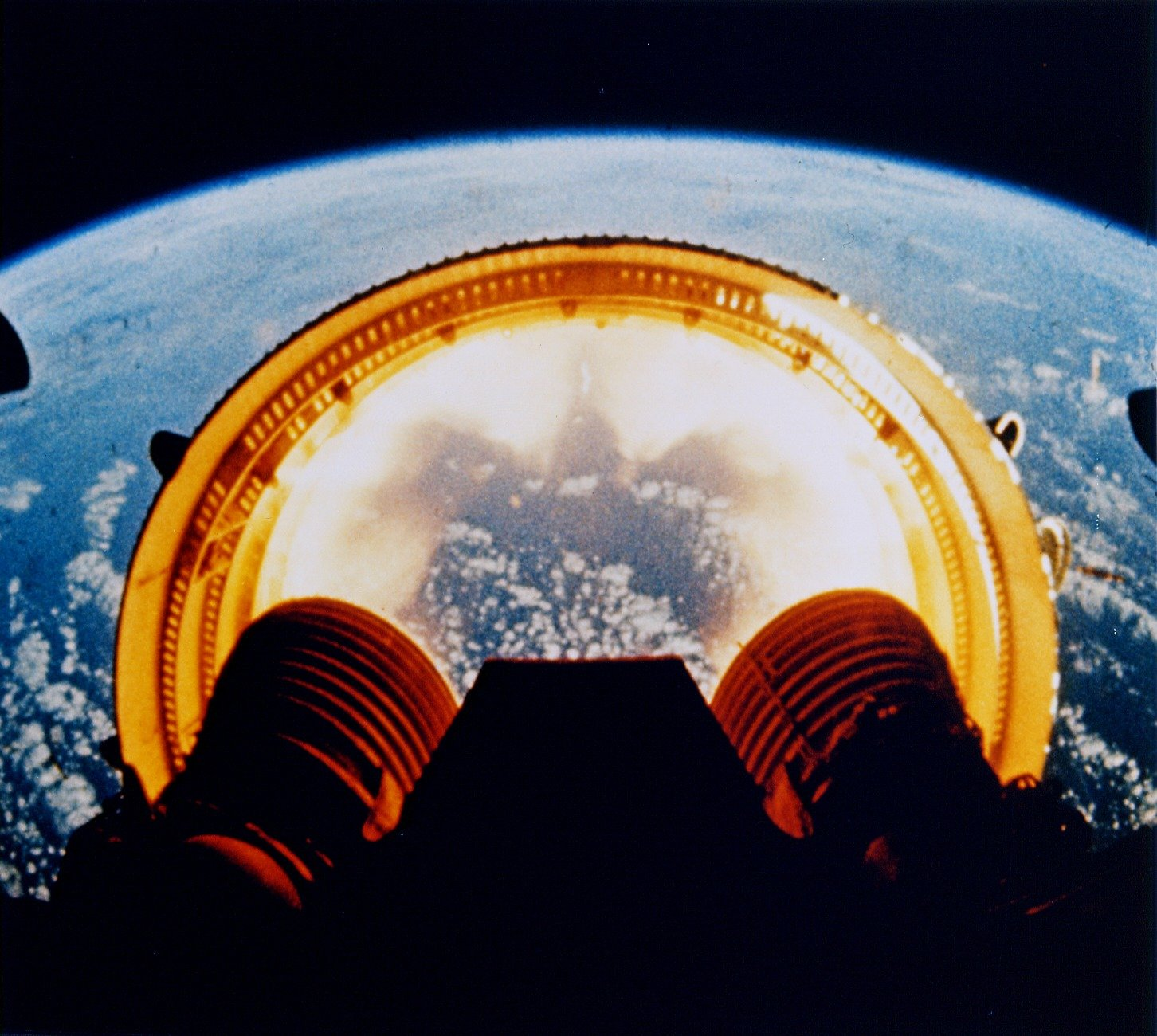
Отделение нижнего переходника, Аполлон-6

На нижнем переходнике были установлены 8 разгонных твердотопливных ракетных двигателя (тяга каждого РДТТ 39 т, время работы 0,66 с), запускавшихся после отделения первой ступени, чтобы дать импульс вверх и тем осадить на дно топливо в баках ступени S-II, перед запуском её двигателей. (У ракет-носителей Сатурн применялся принцип холодного разделения ступеней - двигатели нижней ступени полностью выключались, затем она отбрасывалась вниз, а остальные ступени в это время летели вверх по инерции, находясь при этом в невесомости, потому топливо отделялось от дна баков). Через 30 секунд после запуска двигателей переходник сбрасывается пиротолкателями.
На верхнем переходнике установлено 4 тормозных твердотопливных ракетных двигателя, которые запускаются после отделения третьей ступени, S-IVB, и тормозят 2 ступень.
Как и на первой ступени у S-II, 5 двигателей, один в центре и четыре по периферии, поворотом последних достигается управление ракетой. Двигатели J-2, Каждый из них дает тягу 102 тс.
Двигательная установка второй ступени работает примерно 390 секунд и выключается на высоте 186 км при скорости полета 6,88 км/с.

## Построенные ступени
| Серийный номер | Использование | Дата запуска     | Текущее местоположение                          | Примечания |
| -------------- | --- | ---------------- | ----------------------------------------------- | --- |
| S-II-F         | Использовалась в качестве замены на этапе динамических прочностных испытаний после разрушения образцов S-II-S/D и S-II-T. |                  | U.S. Space & Rocket Center, Хантсвилл, Алабама. | |
| S-II-T         | |                  |                                                 | Уничтожена при взрыве 28 мая, 1966.                                                                                          |
| S-II-D         | Разработка отменена. |                  |                                                 | |
| S-II-S/D       | Образец для статических и динамических прочностных испытаний.                                                             |                  |                                                 | Разрушена на испытательном стенде 29 сентября, 1965.                                                                         |
| S-II-1         | Аполлон-4 | 9 ноября, 1967   | 32°12′ с. ш. 39°40′ з. д.                       | Несла маркеры для наведения камер, расположенные по окружности передней «юбки» и кинокамеры съёмки отделения первой ступени. |
| S-II-2         | Аполлон-6 | 4 апреля, 1968   |                                                 | Несла кинокамеры для съёмки отделения первой ступени.                                                                        |
| S-II-3         | Аполлон-8 | 21 декабря, 1968 | 31°50′ с. ш. 38°00′ з. д.                       | |
| S-II-4         | Аполлон-9 | 3 марта, 1969    | 31°28′ с. ш. 34°02′ з. д.                       | На 1800 кг легче, на 600 кг больше допустимая нагрузка, более мощные двигатели и больше запас жидкого кислорода.             |
| S-II-5         | Аполлон-10 | 18 мая, 1969     | 31°31′ с. ш. 34°31′ з. д.                       | |
| S-II-6         | Аполлон-11 | 16 июля, 1969    | 31°32′ с. ш. 34°51′ з. д.                       | |
| S-II-7         | Аполлон-12 | 14 ноября, 1969  | 31°28′ с. ш. 34°13′ з. д.                       | |
| S-II-8         | Аполлон-13 | 11 апреля, 1970  | 32°19′ с. ш. 33°17′ з. д.                       | Отказ центрального двигателя второй ступени во время подъёма из-за пого-колебаний.                                           |
| S-II-9         | Аполлон-14 | 31 января, 1971  |                                                 | |
| S-II-10        | Аполлон-15 | 26 июля, 1971    |                                                 | |
| S-II-11        | Аполлон-16 | 16 апреля, 1972  |                                                 | |
| S-II-12        | Аполлон-17 | 7 декабря, 1972  |                                                 | |
| S-II-13        | Скайлэб-1 | 14 мая, 1973     |                                                 | Доработана для использования в качестве последней ступени.                                                                   |
| S-II-14        | Аполлон-18 (отменённый)                                                                                                   | N/A              | Космический центр Кеннеди                       | Предназначалась для отменённой версии Apollo 18.                                                                             |
| S-II-15        | Предназначалась для станции, которая была резервной для «Скайлэб» 1 (не летала)                                           | N/A              | Космический центр Джонсона                      | Предназначалась для резервной станции «Скайлэб» SA-515 которую NASA не использовало.                                         |